# Humpty Dumpty
Humpty Dumpty é uma personagem de uma rima enigmática infantil, melhor conhecida no mundo anglófono pela versão de Mamãe Gansa na Inglaterra. Ela é retratada como um ovo antropomórfico, com rosto, braços e pernas. Esta personagem aparece em muitas obras literárias, como Alice Através do Espelho de Lewis Carroll, e também nas histórias em quadrinhos, como na revista Fábulas da Vertigo/DC Comics.

## Rima
Humpty Dumpty sat on a wall,

Humpty Dumpty had a great fall.

All the king's horses and all the king's men

Couldn't put Humpty together again
Tradução
Humpty Dumpty sentou-se no muro,

Humpty Dumpty caiu de maduro.

Nem os cavalos e homens dos Reis,

Conseguiram construi-lo outra vez.

## Adaptações
Humpty Dumpty também aparece no filme "Puss in Boots" como o irmão de criação do Gato de Botas que está atrás da gansa dos ovos de ouro. Além desta, há uma pequena aparição na animação da Disney "The Pagemaster", quando os óculos da personagem Richard Tyler, interpretada por "Macaulay Culkin" são roubados por fadas e colocados em "Humpty Dumpty". Faz também uma breve aparição na animação "Happily N'Ever After 2" (Deu a louca na Branca de Neve, no Brasil), o mesmo aparece sendo ajudado por Branca de Neve e recebendo um conselho dela de ter cuidado quando estiver no muro. Humpty Dumpty possui um filho chamado Humphrey Dumpty no sériado Ever After High. Faz sua aparição também no mangá Pandora Hearts como uma criatura sobrenatural que pode se dividir em infinitas partes.